# Groupe Bayard
Pour les articles homonymes, voir Bayard.
 (juin 2019).
Bayard est un groupe d'édition français, spécialisé dans la presse écrite, créé en 1870 par la congrégation religieuse catholique des Assomptionnistes, qui en détient encore aujourd'hui la propriété exclusive. Il est l'éditeur du quotidien La Croix, ainsi que de nombreux magazines à destination de l'enfance et de la jeunesse (Pomme d'Api, Youpi, Babar, J'aime lire, Astrapi, Okapi, Phosphore, Je bouquine).

## Historique

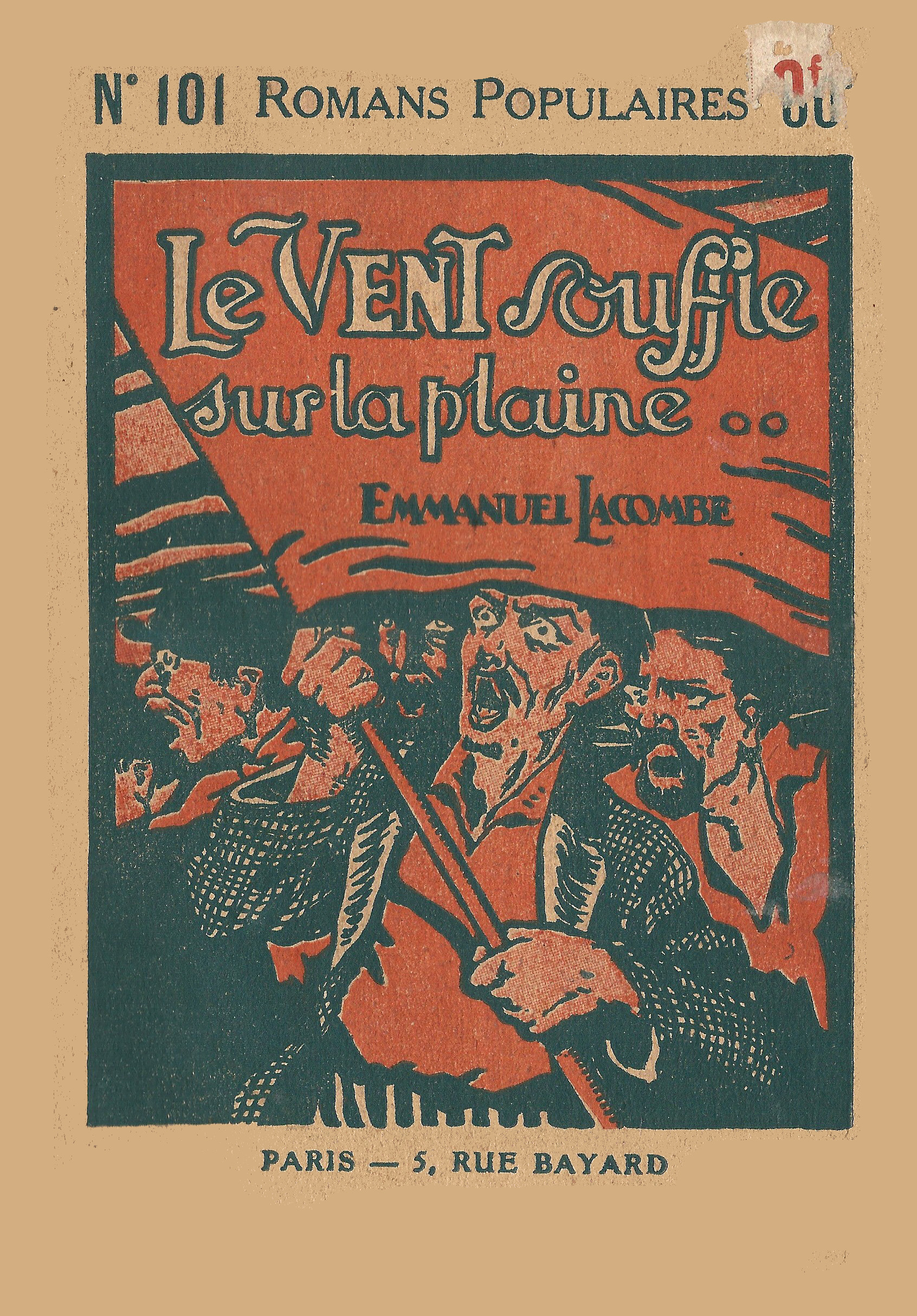
Après 1918, les éditions Bayard éditent des romans populaires anti-bolcheviks.

Ancien logo du groupe Bayard

La Maison de la Bonne Presse, nom initial du groupe, est fondée en juillet 1873.
Le premier titre à sortir des presses, Le Pèlerin, a vu le jour en juillet 1873. Il constituait alors le bulletin de liaison des pèlerinages (la Salette, Lourdes…). Les fondateurs visaient deux objectifs : contribuer au mouvement de restauration religieuse et sociale, et, affirmer une présence catholique dynamique à travers des manifestations de masse (pèlerinages, enseignements, presse...). Il est le premier hebdomadaire en couleurs lancé en France. Le quotidien La Croix apparaît dix ans plus tard en 1883, suivi en 1895 par le Noël avec son supplément mensuel pour la jeunesse L'Écho de la jeunesse (1898-1910). En 1885, c'est le rachat de la revue Cosmos qui appartenait à l'abbé Moigno.
Dans le cadre du mouvement des missions catholiques, la Maison de la Bonne Presse produit des appareils à projection et des catéchismes en images. De passage à Paris en 1902, l'évêque de Dacca (Bengale oriental), Mgr Pierre-Joseph Hurth loue la modernité de ces moyens d'évangélisation.
La Maison de la Bonne Presse est achetée par M. Paul Feron-Vrau, un proche intime des Augustins, quinze mois avant le vote de la Loi sur les Associations qui devait dépouiller les Congrégations religieuses. Malgré cette cession à une personne privée et sans tenir compte des preuves matérielles de cette vente, la Justice donne tous droits au liquidateur des Assomptionnistes. Les immeubles et le matériel furent vendus en 1908 et rachetés par la société civile La Jeanne d'Arc. Le 23 décembre 1909, M. Paul Feron-Vrau rachète au cours d'une vente, sans que se soit présenté un autre acquéreur, le fonds de commerce, les marchandises et tous les titres de la Maison de la Bonne Presse. M. Paul Feron-Vrau confiera : « ...on a considéré que La Croix n'était pas un journal comme les autres, parce qu'il renfermait l'idée surnaturelle, et c'est cette idée qu'on a voulu atteindre en foulant aux pieds tous les principes de propriété. »[réf. nécessaire]
Le journal hebdomadaire Bernadette est lancé en janvier 1914, tandis que son pendant masculin Bayard, lui, ne sera lancé que le dimanche 5 janvier 1936 dans un contexte où "l'illustré" est encore mal perçu. On lui reproche de ne pas élever le jeune lecteur autant qu'un livre.
Le Sanctuaire, hebdomadaire illustré des enfants de chœur, est fondé en 1911.
Pendant la guerre d'Espagne, la maison accueille dans ses publications les illustrations de Mercè Llimona.
Plusieurs collections ont été lancées par la Maison de la Bonne Presse :
- Romans cinématiques ;
- Albums pittoresques et artistiques ;
- Ohé les gars ;
- Bijou ;
- Étoiles ;
- La Frégate ;
- Collection des Romans Populaires ;
- L'Arc-En-Ciel ;
- Bayard.

L'entreprise porte le nom de Maison de la Bonne Presse jusqu'en 1969. Le nom du groupe, jugé un peu désuet et pouvant laisser entendre que la concurrence dans son ensemble constituait de la « mauvaise presse », change alors en 1970 pour Bayard Presse. Ce choix permet de conserver les initiales BP (logo d'origine) et de rappeler l'implantation du groupe au 3/5 rue Bayard effective depuis les années 1880. (Bayard était d'ailleurs le nom d'un de ses hebdomadaires en couleurs pour la jeunesse et d'une collection de livres que le groupe édita dans les années 1950 et 1960).
En juillet 2008, le groupe déménage à Montrouge, en proche banlieue parisienne. Le groupe se dote d'un nouveau logo où les initiales BP disparaissent. Il est à noter que le nom officiel du groupe n'a pas changé depuis 1970, l'expression « Groupe Bayard » n'étant qu'une appellation générique.
Aujourd'hui, Bayard poursuit son développement international et en régions avec 36 millions de lecteurs dans le monde, 5 millions d'abonnés, plus de 150 magazines, dont 72 en France, 8 millions de livres vendus chaque année. Le groupe réalise désormais 40 % de sa diffusion (hors paroissiaux) à l'étranger.
Bayard, depuis l'acquisition de Milan (Presse et Éditions) en 2004, représente 27 % de la part de marché de la presse jeunesse en France, ce qui le place au premier rang, devant Hachette-Disney (25 %). Son chiffre d'affaires en 2005 fut de 433 millions d'euros.
En 2015, Bayard est partenaire des Apprentis d'Auteuil, aux côtés d'associations et de mouvements de la jeunesse, dans la création d'un think tank, Vers le haut, consacré aux jeunes et à l'éducation.
En septembre 2017, Bayard Éditions fait l'acquisition des Éditions Tourbillon, éditeur de livres pour la jeunesse, dont ils étaient précédemment actionnaire minoritaire.

### Présidence de Pascal Ruffenach
Le président du directoire est Pascal Ruffenach qui a succédé à Georges Sanerot en 2017. Georges Sanerot avait remplacé Bruno Frappat en mai 2009. Ce dernier, qui avait lui-même pris la suite d'Alain Cordier en avril 2005, reste président d'honneur. Les autres membres du directoire actuel sont Dominique Greiner, Florence Guémy et Jean-Marie Montel ; ils sont tous de fait directeurs généraux.
Début octobre 2019, Bayard annonce un bénéfice net en très large hausse sur l'exercice décalé 2018-2019 avec un résultat net de 3,9 millions d'euros contre 0,3 million d'euros l'année précédente. Porté par la presse et l'édition jeunesse, le Groupe Bayard enregistre un chiffre d'affaires de 344,9 millions d'euros (en hausse lui aussi de 0,3 % par rapport à l'année précédente).
Début octobre 2020, Bayard déplore une perte nette de 7,3 millions d'euros sur l'exercice décalé 2019-2020, affecté par la Covid-19 et par le dépôt de bilan de Presstalis,.
En mars 2024, le directoire du groupe annonce à ses salariés une perte record de 7,5 millions d’euros. Cette situation critique résulterait d’une importante baisse du nombre d’abonnés à ses titres jeunesse, l’un des quatre piliers du groupe, à savoir la presse éducative pour la jeunesse.
En septembre 2024, le groupe de presse fait l'objet d'une attaque par rançongiciel qui perturbe la publication de certains titres de presse et l'accessibilité des sites internet des éditions Bayard.

### Présidence de François Morinière
En novembre 2024, François Morinière succède à Pascal Ruffenach à la présidence du directoire du groupe. Par ailleurs Bayard participe au rachat de l'École supérieure de journalisme de Paris (ESJ Paris) par un consortium d'entrepreneurs et de propriétaires de médias français dont Bernard Arnault à travers la Financière Agache ou Vincent Bolloré à travers la Compagnie de l'Odet,. Enfin, Alban du Rostu, l'ancien « bras droit » de Pierre-Edouard Stérin proche de la droite et de l'extrême droite, est annoncé comme directeur de la stratégie et du développement. Les salariés de Bayard décident le principe d'une grève, pour demander les annulations de la participation au rachat de l’ESJ Paris et l'arrivée d'Alban du Rostu en indiquant : « on ne veut pas de l’extrême droite à Bayard »,,.
Après quelques jours de grève, les salariés obtiennent le 2 décembre 2024 la non-venue d'Alban du Rostu et la vente des parts dans l'ESJ Paris,.
En janvier 2025 les auteurs de la série jeunesse à succès Mortelle Adelle Antoine Dole et Diane Le Feyer accusent les éditions Bayard de tromper les lecteurs avec des « fausses nouveautés » de la série, une pratique commerciale jugée abusive dont ils se désolidarisent. Les auteurs avaient quitté la maison d'édition en 2021 pour créer leur propre structure éditoriale mais n'ont pas conservé la totalité de leurs droits sur les titres déjà parus chez Bayard.
Le 4 février 2025, Héloïse de Monstiers devient directrice générale de Bayard jeunesse.
En mars 2025, le groupe Bayard déménage à Malakoff.

## Publications en France

### Titres existants
Premier groupe de presse catholique et cinquième groupe de presse en France par la diffusion, l'activité du groupe Bayard repose sur quatre piliers :
- La presse éducative pour la jeunesse, développée depuis la fin des années 1960 : 
  - Petite enfance : Popi (1986), Pomme d'Api (1966), Les Belles Histoires (1972), Babar (1990), Youpi (1988), Tralalire (2004)
  - Enfance : Astrapi (1978), Mes premiers J'aime Lire (1993), J'aime lire (1977), J'aime lire Max (2001), J'aime la BD ! (2004), Images Doc (1989)
  - Adolescents : Okapi (1971), Je bouquine (1984), Phosphore (1981)
  - Les magazines d'éveil religieux : Pomme d'Api Soleil (1989), Grain de Soleil (1988) devenu Filoteo puis Astrapi Soleil[29].
  - Les magazines anglophones : I Love English Junior (1995), I Love English (1987), I love English World (1991).

- La presse senior :
  - Notre temps (1968).

- La presse chrétienne :
  - Magazine : Pèlerin (1873)
  - Liturgie : Prions en Église (1987)
  - Culture et histoire des religions : Le Monde de la Bible (1977)

- L'actualité :
  - Quotidien : La Croix (1883)

### Titres disparus
Liste non exhaustive, par ordre chronologique de première parution :

#### Le Noël

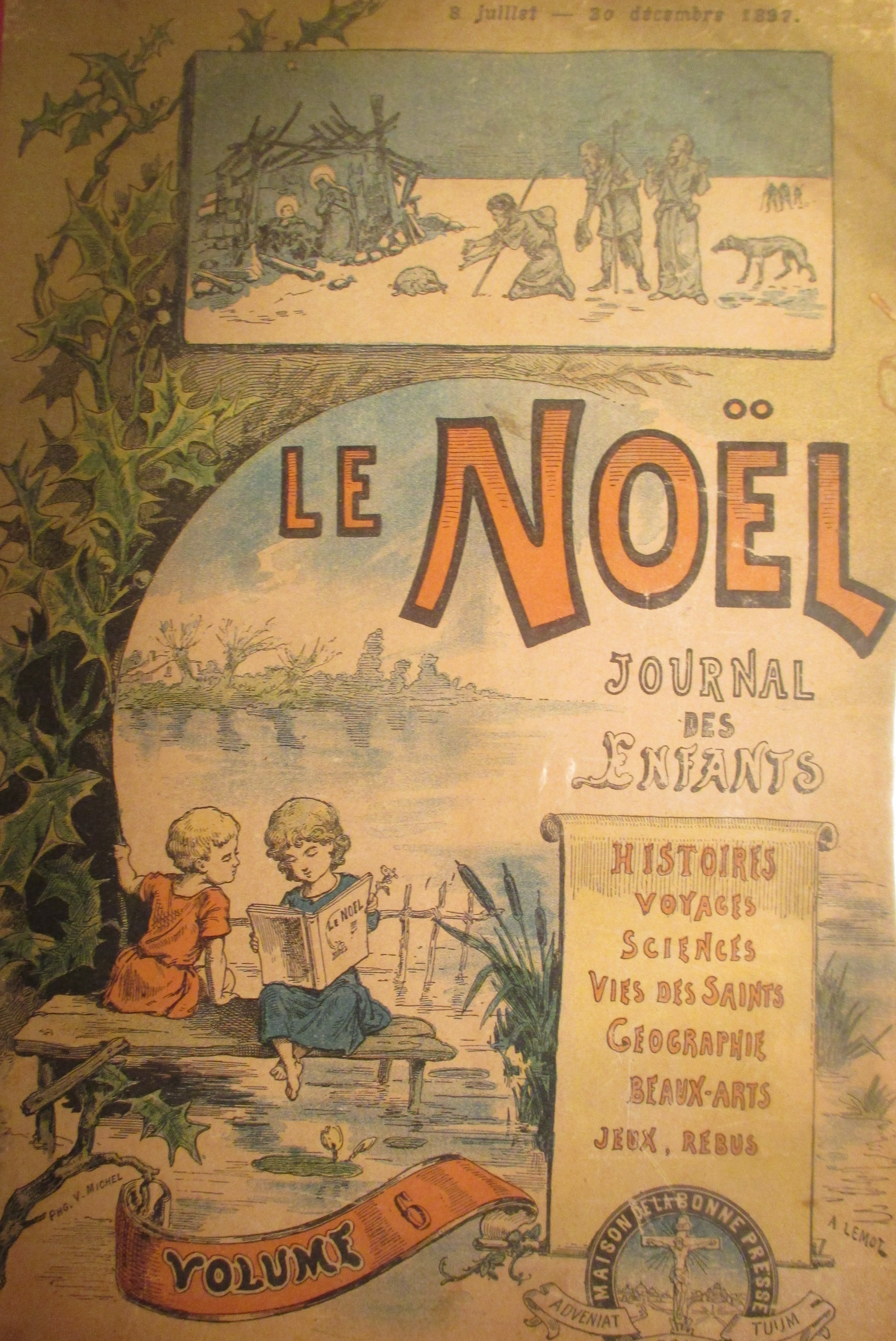
Le Noël (1897).

Le Noël a été lancé en 1895. L'hebdomadaire s'adressait à l'origine aux enfants. Il a cessé de paraître en 1940.

#### L'Écho du «Noël»
L'Écho du « Noël » a paru pour la 1re fois en 1906; il paraissait chaque dimanche; c'était un hebdomadaire composé de récits émouvants, de contes illustrés, d'articles instructifs, d'histoires amusantes, de jeux; revue idéale des enfants. La guerre de 1914-1918 interrompt sa parution; elle reprendra en 1919. L'Écho du « Noël » a cessé de paraître fin décembre 1935. Les abonnés à ce journal ont reçu, jusqu'à l'expiration de leur abonnement, en remplacement, Bayard à compter du dimanche 5 janvier 1936.

#### Le Mois littéraire et pittoresque
Lancé en janvier 1899, il s'agit d'un mensuel format in-4° consacré aux actualités littéraires et artistiques. Certaines couvertures sont d'Alfons Mucha. Parmi les collaborateurs illustrateurs, on compte Maurice Feuillet ou encore Marcel Lecoultre, fidèle de la Maison de la bonne presse. Le titre disparaît en juillet 1917, après 217 livraisons.

#### L'Étoile Noëliste
L'Étoile Noëliste a été lancé le 1er janvier 1914. Cet hebdomadaire illustré féminin était édité à destination des enfants à partir de 6 ans. Les jeunes filles, à partir de quinze ans, étaient invitées à s'abonner au Noël. Il paraissait le jeudi. La revue disparaît sous sa forme hebdomadaire le 23 juin 1938, no 1259.

#### Bernadette
Bernadette est le premier titre destiné à un public féminin de Bayard ; lancé en janvier 1914. Sa parution s'arrête au no 31 quelques mois plus tard avec la Grande guerre. Elle reprendra en 1923 pour se maintenir cette fois-ci jusqu'en 1963, date à laquelle Record est pressenti pouvoir intéresser les deux sexes. Pendant la guerre, Bernadette change de nom durant l'Occupation, et devient Marie-France à compter de janvier 1941.

#### Bayard
Bayard est un périodique jeunesse illustré, publié entre 1936 et 1962. 

#### Record
Record, qui a succédé à Bayard, a été publié de 1962 à 1976.

#### Muze
Muze, paru de 2004 à 2017, était un magazine consacré à la culture au féminin.

#### Panorama
Panorama a paru de 1957 à 2023.

## Publications internationales
À travers des filiales, des coentreprises ou des éditions sous licence, le groupe décline ses titres en les adaptant aux cultures de chaque pays et mène une politique de partenariat avec des groupes de presse locaux,.

### Amérique
- États-Unis : 10 titres dont Today's Parish et Catholic Digest
- Canada : 17 titres dont Pomme d'Api, Owl et ChickaDEE
- Mexique : 2 titres Oooh et Un mundo a mi tamaño

### Europe(hors France)
- Espagne : 13 titres
- Grande-Bretagne : 4 titres
- Belgique : 6 titres
- Pays-Bas : 4 titres
- Allemagne : 21 titres
- Finlande : 2 titres
- Norvège : 1 titre : Vi Over 60
- Grèce : 1 titre : Anakalypto Ton Kosmo
- Italie : 1 titre : Il Mondo Della Bibbia
- Suisse : 1 titre : Yakari

### Afrique
- Planète Enfants et Planète Jeunes

### Asie
- Hong Kong : 5 titres Little Toy Car, Little Red Apple, Red Apple, White Antelope et I Love English Junior
- Chine : 3 titres Pomme d'Api, Image Doc et Enfant Magazine
- Corée du Sud : 2 titres Popi et Enfant Magazine

## Filiales
En 1948, la filiale Bayard Service Édition est créée.
En 2004, Bayard a fait l'acquisition des sociétés Milan Presse et Éditions Milan qui éditent (tout en conservant leur identité propre) :
- Jeunesse : 
  - Éveil : Picoti, Toupie, Toboggan, Petites Mains
  - Nature : Wakou, Wapiti
  - Lecture : Petites Histoires, Histoires pour les petits, J'apprends à lire, Moi je lis, Zaza Mimosa, Capsule Cosmique
  - Filles : Manon, Julie, Lolie
  - Actualité : Les Clés de l'actualité Junior, Les Clés de l'actualité
  - Multimédia : Toboclic, Mobiclic

- Adultes : 
  - Territoire : Bretagne Magazine, Pays basque Magazine, Pyrénées Magazine, Alpes Magazine, Pays de Provence Côte d'Azur, Méditerranée Magazine
  - Randonnées : Rando Pyrénées
  - Patrimoine : Histoire et Patrimoine

## Bayard Éditions
En 2023, Bayard lance successivement Bayard Récits et Bayard Graphic’, deux collections qui visent à « mettre en récit le réel » et s'inscrivent au croisement du journalisme et de la littérature. Bayard Récits relève de ce que l'on appelle la « littérature du réel », une forme d'écriture qui s'apparente au journalisme. La collection Bayard Graphic’ regroupe quant à elle des ouvrages abordant des sujets intimes et de société par le prisme de la bande dessinée.

### Listes des romans
- Chair de poule (74 tomes), Robert Lawrence Stine ;
- L'Héritage (4 tomes), Christopher Paolini ;
- Wakfu (9 tomes), Christophe Lambert ;
- Dofus : Aux trésors de Kerubim (5 tomes), Christophe Lambert ;
- Dofus, livre 1 : Julith, Christophe Lambert ;
- Dofus (4 tomes), Halden ;
- Dofus - Le Guide du Krosmoz.
- Les Orangers de Versailles, Annie Pietri
- L'Épouvanteur (13 tomes), Joseph Delaney
- Arena 13, Joseph Delaney
- Everything Everything, Nicola Yoon
- The sun is also a star, Nicola Yoon
- Les enquêtes d'Alfred et Agatha (2 tomes), Ana Campoy
- Les Voyageurs de la danse (3 tomes), Elisa Villebrun
- Caraval, Stéphanie Garber
- Vampirette, Ségolène Valente